# Túrkeve
Túrkeve es una ciudad húngara perteneciente al distrito de Mezőtúr en el condado de Jász-Nagykun-Szolnok, con una población en 2012 de 8741 habitantes.
Se conoce la existencia en 1261 de un lugar ubicado aquí con el nombre de Keveegyháza. La localidad adquirió estatus urbano en 1808.
Se ubica unos 10 km al noreste de la capital distrital Mezőtúr.